# José Carlos Pereira de Almeida Torres
José Carlos Pereira de Almeida Torres, 2.º Visconde de Macaé, (Salvador, 1799 — Rio de Janeiro, 25 de abril de 1850) foi um magistrado e político brasileiro.

## Biografia
Era filho do desembargador (então um cargo administrativo da Coroa) José Carlos Pereira, e de Ana Zeferina de Almeida Torres. Foi casado com sua prima Eudóxia Engrácia de Almeida Torres, deixando descendência.
Formado em direito, exerceu a magistratura no Paraná, Minas Gerais e Bahia, tendo atingido o grau de Desembargador, na Bahia. Ocupou diversos cargos na vida pública, todos de grande relevância, que o projetaram para ocupar a presidência do Ministério em 1848.
A legenda do seu título de nobreza é uma referência ao Município de Macaé (RJ), onde foi abastado fazendeiro na região serrana, possuindo a Fazenda Saudade, onde produzia café e açúcar.
Morreu em 1850, vítima da epidemia de febre que assolava periodicamente o país. Foi sepultado na Igreja de Nossa Senhora da Conceição, em Niterói.

## Cargos públicos e privados
Foi membro do Instituto Histórico e Geográfico Brasileiro, deputado geral, presidente das províncias do Rio Grande do Sul (de 8 de janeiro a 29 de março de 1831) e São Paulo (de 13 de janeiro de a 9 de março de 1829, de 10 de outubro do mesmo ano até a 15 de abril de 1830 e de 17 de agosto de 1842 a 27 de janeiro de 1843), ministro da Justiça, ministro do Império, presidente dos Conselho de Ministros (segundo gabinete) e senador do Império do Brasil de 1843 a 1856.

## Títulos
Tornou-se visconde em 1829 (sem grandeza), obtendo a Grandeza de Macaé em 1847 (Grande do Império). Foi também Gentil-homem da Imperial Câmara do Conselho de Sua Majestade, comendador da Imperial Ordem de Cristo, dentre outros.

## Gabinete de 8 de março de 1848
Mais informações: Gabinete Macaé
Foi Presidente do Conselho de Ministros e ministro do Império
- Ministro da Justiça: José Antônio Pimenta Bueno
- Ministro dos Estrangeiros: Antônio Paulino Limpo de Abreu
- Ministro da Marinha: Manuel Felizardo de Sousa e Melo
- Ministro da Guerra: Manuel Felizardo de Sousa e Melo, Joaquim Antão Fernandes Leão
- Ministro da Fazenda: Antônio Paulino Limpo de Abreu, José Pedro Dias de Carvalho